# Elisabeth Catharina von Barckhaus

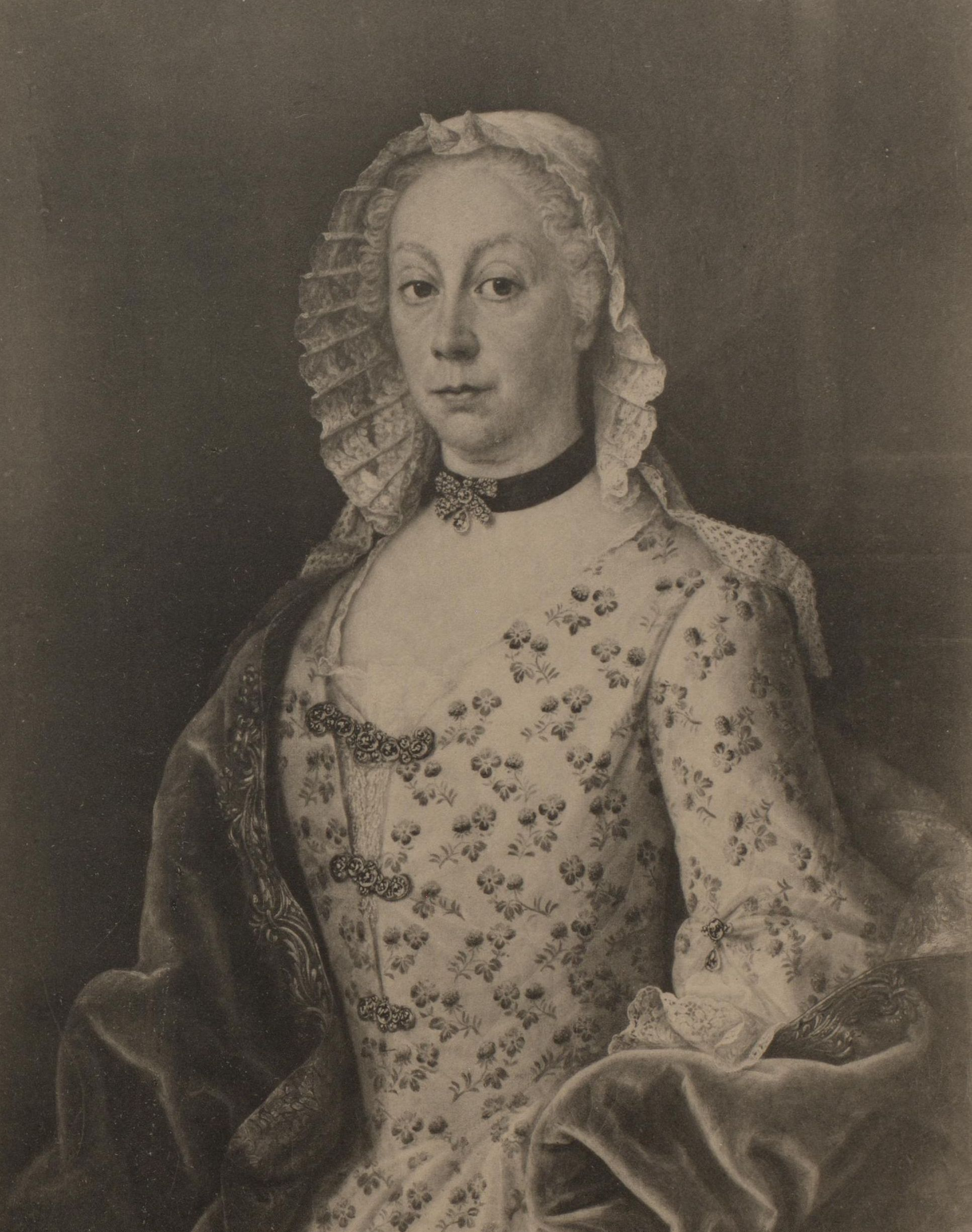
Elisabeth Catharina von Barckhaus

Elisabeth Catharina von Barckhaus (* 1696 Frankfurt am Main als Katharina Elisabeth von Kellner; † 1749 ebenda) war eine deutsche Bürgersfrau und Stifterin aus Frankfurt am Main. 

## Leben
Elisabeth Catharina von Barckhaus wurde 1696 in Frankfurt am Main geboren. Während sie mit Heinrich von Barckhaus verheiratet war, wohnte das Ehepaar im Palais Barckhaus in Frankfurt.

## Die Glock'sche Münzsammlung
In jungen Jahren unternahm Anton Philipp Glock (1694–1721) eine dreijährige Reise durch Belgien und Frankreich. Hauptzweck dieser Reise war der Erwerb und Aufbau einer Sammlung griechischer und römischer Münzen. Als er 1721 starb, erbte seine Cousine und Ehefrau Katharina Elisabeth von Kellner. 1732 heiratete die Witwe Glock in zweiter Ehe den Senator, Juristen und nachmaligen Reichshofrat Heinrich von Barckhaus (1691–1752).
Die Sammlung des Anton Philipp Glock zählte 3296 griechische und römische Münzen aus Gold, Silber und Bronze, aufgeteilt in 55 Goldmünzen, 298 silberne und kupferne griechische Münzen der Könige, Städte und Völker, 18 Großkupfermünzen der Römischen Republik, 229 Silbermünzen der Römischen Republik, 307 Großkupfermünzen der Römischen Kaiserzeit, 587 kupferne Kaisermünzen mittleren und kleinen Formats, 122 griechische Münzen der römischen Kaiserzeit und 1405 römische Kaisermünzen kleinsten Formats.
Die Sammlung wurde durch das Ehepaar durch andere seltene Materialien wie Bernstein, Perlmutt und Silber erweitert. Auch dieser Teil der Sammlung wurde mit dem Tod der beiden ebenfalls der Stadt Frankfurt gestiftet.
Im Jahr 1749 schenkte sie die Münzsammlung ihres verstorbenen Mannes der Stadtbibliothek. Sie ist heute eine Abteilung des Historischen Museums in Frankfurt. Aus der Ehe gingen keine Kinder hervor. Nach dem Tod des Stifterehepaares kam auch ihr Kunstkammerschrank in die Stadtbibliothek. Dieser enthielt hochwertige Objekte in kunstfertiger Bearbeitung. Er ist das einzig erhaltene Beispiel für diese fürstliche Sammlungs- und Repräsentationsform in der Bürgerstadt Frankfurt. Die Eheleute stifteten die Sammlungen unabhängig voneinander. Ihr Mann schenkte den Sammlungsschrank seiner Heimatstadt ebenfalls mit seinem Tod 1752.